# US Open 1999 - Qualificazioni doppio maschile
Le qualificazioni del doppio  maschile dell'US Open 1999 sono state un torneo di tennis preliminare per accedere alla fase finale della manifestazione. I vincitori dell'ultimo turno sono entrati di diritto nel tabellone principale. In caso di ritiro di uno o più giocatori aventi diritto a questi sono subentrati i lucky loser, ossia i giocatori che hanno perso nell'ultimo turno ma che avevano una classifica più alta rispetto agli altri partecipanti che avevano comunque perso nel turno finale.

## Teste di serie
1. James Greenhalgh /  Grant Silcock (ultimo turno)
2. Paul Rosner /  Dušan Vemić (primo turno)
3. Andrew Painter /  Byron Talbot (ultimo turno)
4. Ota Fukárek /  Alejandro Hernández (ultimo turno)

1. Maurice Ruah /  André Sá (Qualifiers)
2. Ben Ellwood /  Michael Tebbutt (Qualifiers)
3. Sander Groen /  Gabriel Trifu (primo turno)
4. Thomas Shimada /  Myles Wakefield (Qualifiers)

## Qualifiers
1. Thomas Shimada /  Myles Wakefield
2. Mitch Sprengelmayer /  Jason Weir Smith

1. Ben Ellwood /  Michael Tebbutt
2. Maurice Ruah /  André Sá

## Tabellone qualificazioni

### Legenda
| - Q = Qualificato - WC = Wild card - LL = Lucky loser | - ALT = Alternate - SE = Special Exempt - PR = Protected Ranking | - w/o = Walkover - r = Ritirato - d = Squalificato |

### Sezione 1
|  | Primo turno | Primo turno                     | Primo turno                     | Primo turno | Primo turno |  |  | Ultimo turno | Ultimo turno                   | Ultimo turno                   | Ultimo turno | Ultimo turno |  |
|  |             |                                 |                                 |             |             |  |  |              |                                |                                |              |              |  |
|  | 1           | James Greenhalgh Grant Silcock  | James Greenhalgh Grant Silcock  | 6           | 6           |  |  |              |                                |                                |              |              |  |
|  |             | Petr Dezort Radomír Vašek       | Petr Dezort Radomír Vašek       | 3           | 2           |  |  | 1            | James Greenhalgh Grant Silcock | James Greenhalgh Grant Silcock | 6            | 6            |  |
|  |             | João Cunha e Silva Edwin Kempes | João Cunha e Silva Edwin Kempes | 3           | 3           |  |  | 8            | Thomas Shimada Myles Wakefield | Thomas Shimada Myles Wakefield | 7            | 7            |  |
|  | 8           | Thomas Shimada Myles Wakefield  | Thomas Shimada Myles Wakefield  | 6           | 6           |  |  |              |                                |                                |              |              |  |

### Sezione 2
|  | Primo turno | Primo turno                          | Primo turno                   | Primo turno | Primo turno |  |  | Ultimo turno                         | Ultimo turno                         | Ultimo turno                         | Ultimo turno | Ultimo turno |  |
|  |             |                                      |                               |             |             |  |  |                                      |                                      |                                      |              |              |  |
|  | 2           | Paul Rosner Dušan Vemić              | 7                             | 3           | 6           |  |  |                                      |                                      |                                      |              |              |  |
|  |             | Mitch Sprengelmayer Jason Weir Smith | 6                             | 6           | 7           |  |  | Mitch Sprengelmayer Jason Weir Smith | Mitch Sprengelmayer Jason Weir Smith | Mitch Sprengelmayer Jason Weir Smith | 6            | 7            |  |
|  |             | Barry Cowan Wesley Whitehouse        | Barry Cowan Wesley Whitehouse | 6           | 6           |  |  | Barry Cowan Wesley Whitehouse        | Barry Cowan Wesley Whitehouse        | Barry Cowan Wesley Whitehouse        | 2            | 6            |  |
|  | 7           | Sander Groen Gabriel Trifu           | Sander Groen Gabriel Trifu    | 3           | 4           |  |  |                                      |                                      |                                      |              |              |  |

### Sezione 3
|  | Primo turno | Primo turno                 | Primo turno                 | Primo turno | Primo turno |  |  | Ultimo turno | Ultimo turno                | Ultimo turno                | Ultimo turno | Ultimo turno |  |
|  |             |                             |                             |             |             |  |  |              |                             |                             |              |              |  |
|  | 3           | Andrew Painter Byron Talbot | 6                           | 6           | 6           |  |  |              |                             |                             |              |              |  |
|  | WC          | Scott Eddins Nathan Zeder   | 7                           | 1           | 4           |  |  | 3            | Andrew Painter Byron Talbot | Andrew Painter Byron Talbot | 4            | 1            |  |
|  |             | Noam Behr Harel Levy        | Noam Behr Harel Levy        | 3           | 4           |  |  | 6            | Ben Ellwood Michael Tebbutt | Ben Ellwood Michael Tebbutt | 6            | 6            |  |
|  | 6           | Ben Ellwood Michael Tebbutt | Ben Ellwood Michael Tebbutt | 6           | 6           |  |  |              |                             |                             |              |              |  |

### Sezione 4
|  | Primo turno | Primo turno                     | Primo turno                     | Primo turno | Primo turno |  |  | Ultimo turno | Ultimo turno                    | Ultimo turno | Ultimo turno | Ultimo turno |  |
|  |             |                                 |                                 |             |             |  |  |              |                                 |              |              |              |  |
|  | 4           | Ota Fukárek Alejandro Hernández | Ota Fukárek Alejandro Hernández | 6           | 6           |  |  |              |                                 |              |              |              |  |
|  | WC          | Brandon Hawk Doug Root          | Brandon Hawk Doug Root          | 2           | 4           |  |  | 4            | Ota Fukárek Alejandro Hernández | 6            | 7            | 5            |  |
|  | WC          | Ali Hamadeh Michael Joyce       | Ali Hamadeh Michael Joyce       | 1           | 4           |  |  | 5            | Maurice Ruah André Sá           | 7            | 6            | 7            |  |
|  | 5           | Maurice Ruah André Sá           | Maurice Ruah André Sá           | 6           | 6           |  |  |              |                                 |              |              |              |  |